# Baleares (F-71)
La Baleares (F-71), fue una fragata de la Armada Española, líder de la Clase Baleares, que estuvo en servicio desde 1973 hasta 2005.

## Desarrollo del proyecto

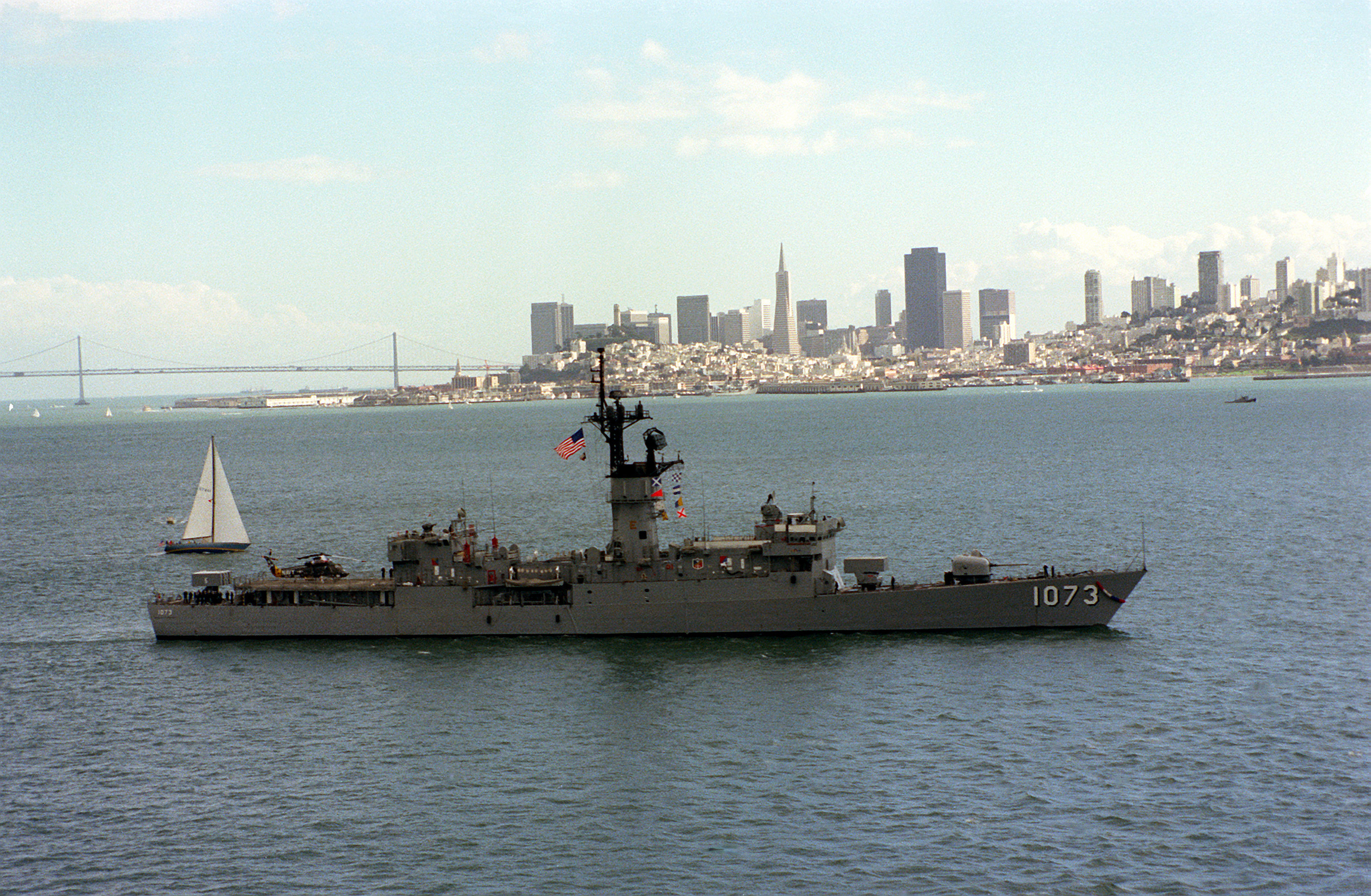
Una fragata estadounidense de la Clase Knox en la que se basó el diseño de la clase Baleares. El buque es el USS Robert E. Peary (FF-1073). Imagen de 1981.

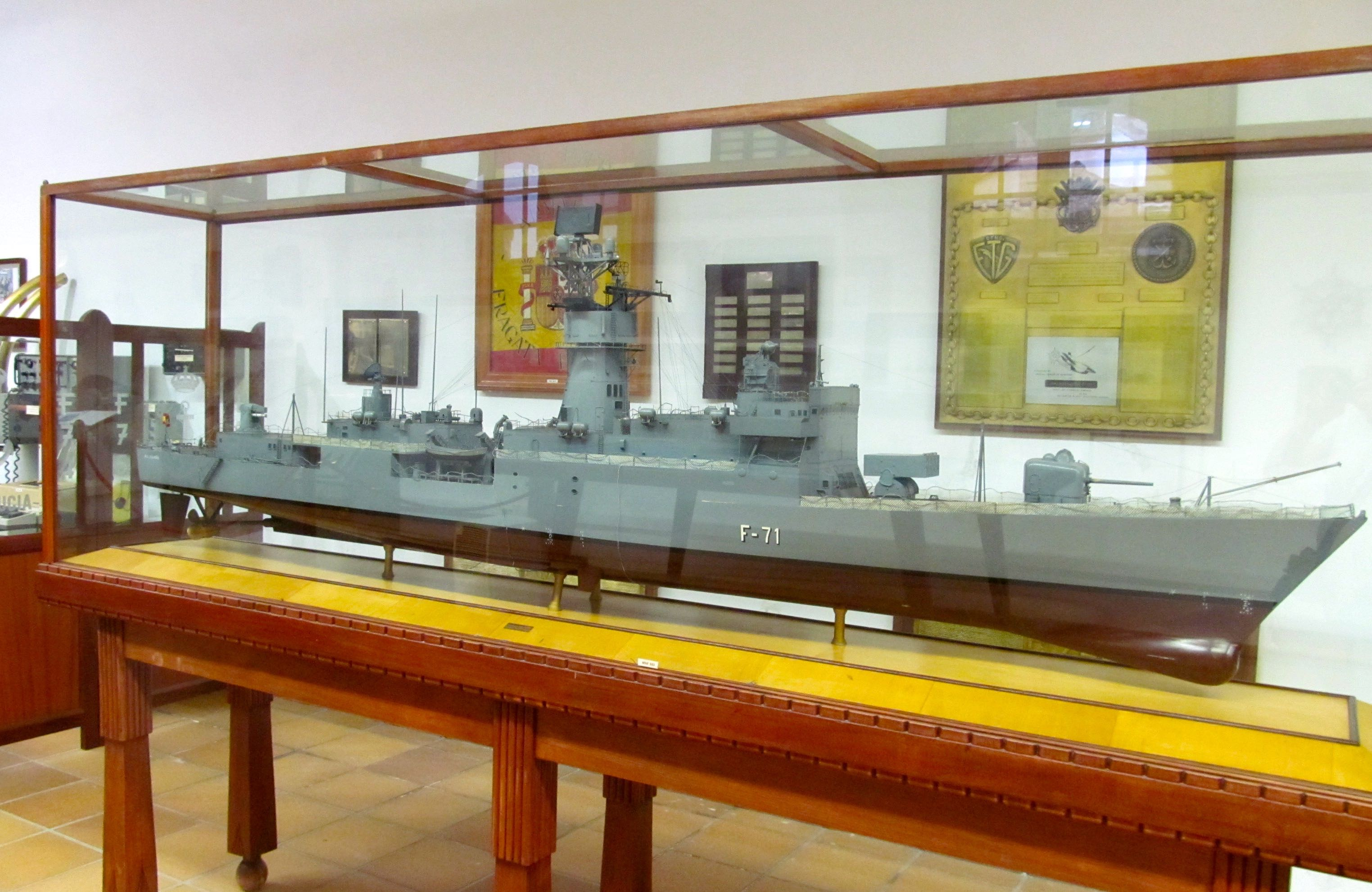
Maqueta de la fragata Baleares.

A finales de los años 60, la Armada española dispuso por fin de unos presupuestos algo más desahogados, que le permitieron comenzar a planear la construcción de nuevos buques. A raíz de estas disposiciones, se redactó un Plan Naval, que, en su primera fase, preveía la construcción de los primeros escoltas lanzamisiles de la Armada.
Inicialmente, se pensó en buques de tecnología británica, en concreto de la clase "Leander", siguiendo la tendencia establecida en los años 20 y 30 de construir en España buques de diseño inglés, adaptándolos a las necesidades de nuestra Armada. Sin embargo, el gobierno laborista de la época no veía con buenos ojos al régimen de Franco, por lo que vetó la operación.
En esta tesitura, la Armada volvió sus miras al otro lado del océano, estableciendo contactos con la US Navy para seleccionar un proyecto que permitiese la construcción de la nueva clase de escoltas.
Finalmente, se decidió utilizar como base del proyecto las fragatas antisubmarinas clase Knox. Sin embargo, los requerimientos españoles eran diferentes de los estadounidenses, ya que la Armada necesitaba un buque con capacidad multipropósito en vez de un buque puramente antisubmarino. Por esta razón, se decidió eliminar el hangar y reducir al mínimo la plataforma de vuelo para un helicóptero ligero de las Knox y situar en su lugar un lanzador de misiles antiaéreos de zona Standard SM-1 MR. También se decidió instalar montajes cuádruples de misiles Harpoon y se instaló un radar tridimensional aéreo AN/SPS-52B, para aumentar la capacidad de detección de aeronaves.
Gracias a estas modificaciones, la Armada obtuvo a un coste moderado un buque con gran capacidad antiaérea, antisubmarina y antibuque, especialmente tras la modernización de finales de los años 80, en la cual se instalaron un par de montajes de defensa puntual Meroka y se mejoraron la electrónica y el sistema de combate. La única pega que se les pueda poner es la debilidad de su sistema de propulsión y la imposibilidad de operar con helicópteros, salvo los pequeños Hughes 369 ASW, los únicos de la Armada que podían operar en su reducida cubierta de vuelo, aunque al no contar con un hangar se trataba de aeronaves destacadas temporalmente desde otros buques, en especial el  Dédalo (R-01).

## Historial

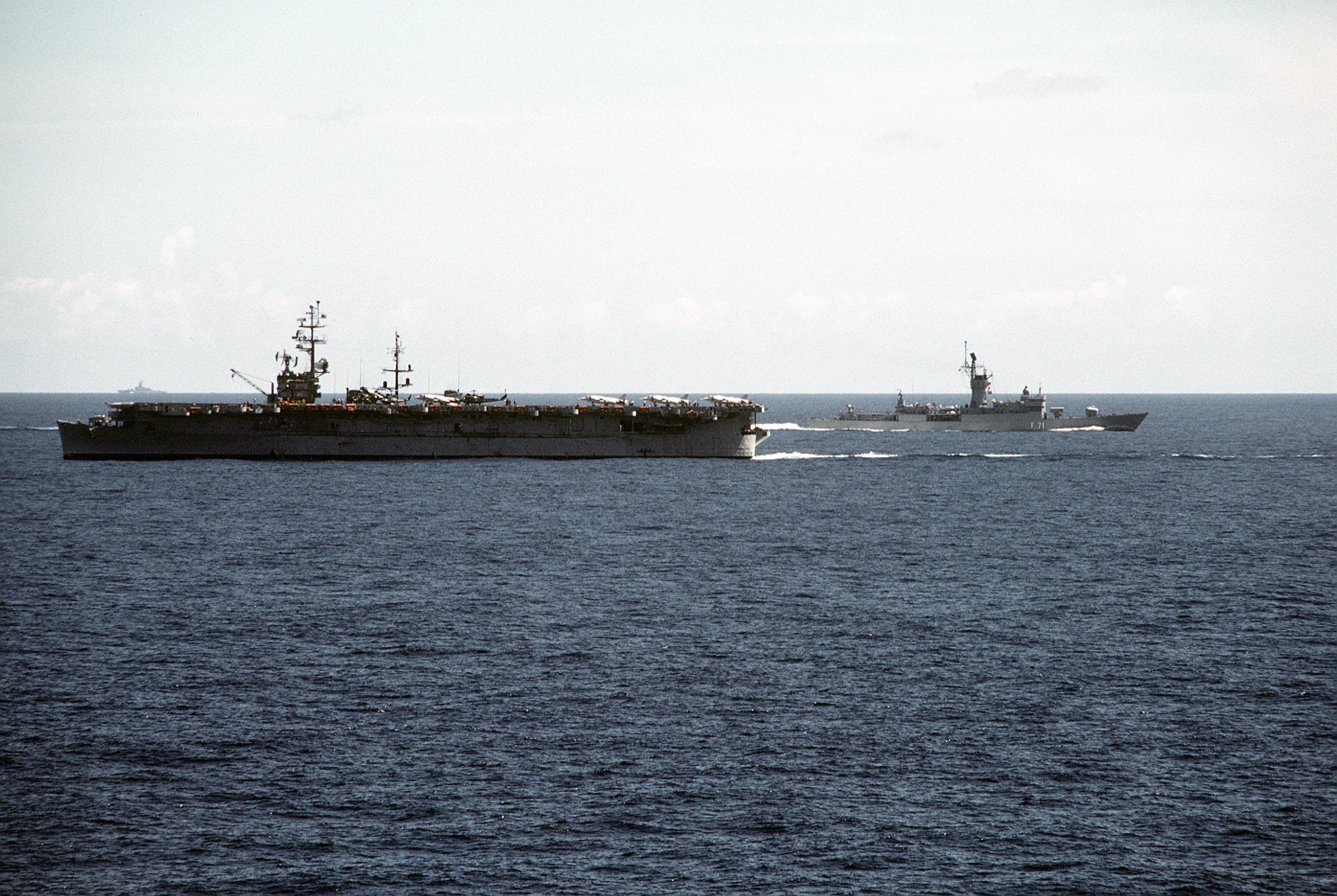
El Baleares junto al portaviones español Dédalo (R-01) en las maniobras Ocean Venture 81 del año 1981.

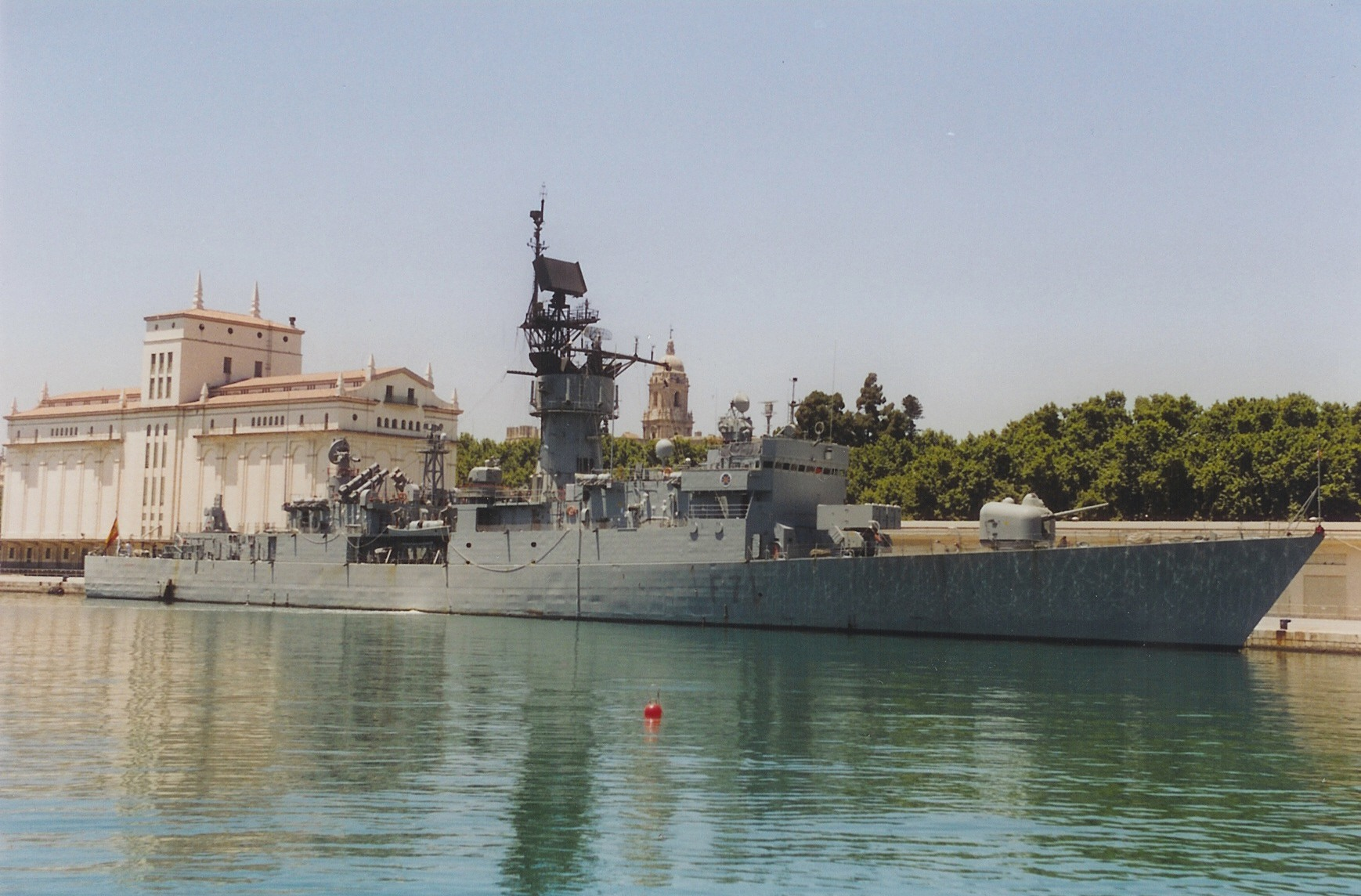
El Baleares fondeando, en fecha indeterminada.

Tras ser dada de alta, fue asignada a la 31.ª Escuadrilla de escoltas, a la que paulatinamente, se irían uniendo las otras cuatro fragatas de su clase, Andalucía, Cataluña, Asturias y Extremadura.
En junio de 1996 participó en las maniobras Tapón ’96 junto a los buques españoles Príncipe de Asturias, Santa María, Numancia y Delfín, los estadounidenses USS Grayling y USS Conolly y el destructor griego Formion. Tras las maniobras, puso rumbo al Báltico, donde el 28 de julio de 1996, estuvo presente en un desfile naval que tuvo lugar en San Petersburgo en el que participaron además buques de Rusia, Canadá, Estados Unidos, Gran Bretaña, Francia, Italia, Finlandia, Holanda, Alemania e India, realizado con motivo del 300.º aniversario de la creación de la primera flota rusa.
Con motivo del incidente de la isla de Perejil, reemplazó a las fragatas destinadas a cubrir tal hecho en la escolta del portaaviones Príncipe de Asturias. Posteriormente, relevó a la fragata Numancia en Ceuta y efectuó maniobras en la zona del mar de Alborán.
Durante el vertido provocado por el Prestige, personal de la fragata subió a bordo del petrolero para buscar documentación, y tras su hundimiento evitó que otros petroleros monocasco se acercaran a las costas gallegas.
Participó también en otras operaciones como en el embargo marítimo decretado contra la antigua Yugoslavia, y en la operación Libertad Duradera.

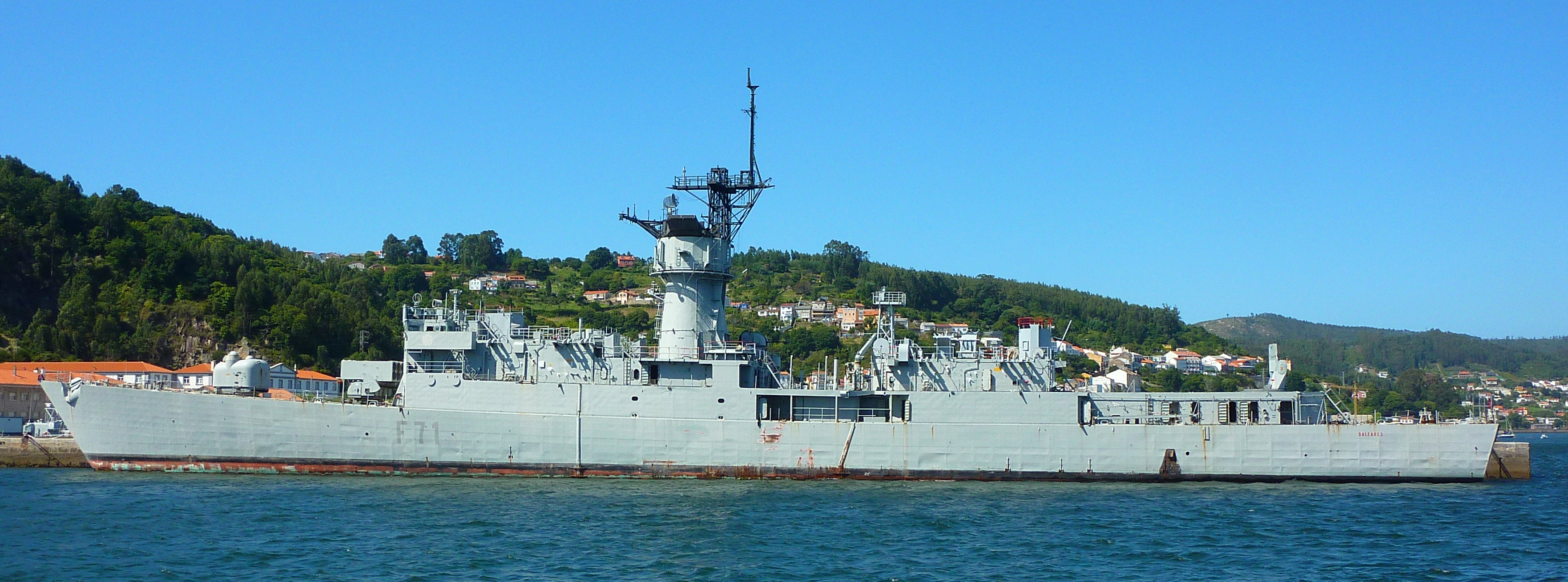
En la Estación de Naval de La Graña (Ferrol), ya dada de baja (agosto de 2009).

Un año antes de su retirada, realizó un crucero en el que recaló en varias ciudades españolas. En septiembre de 2004, se inició su desarme para proceder a su baja en la armada Española, que se produjo tras 31 años de servicio el 31 de marzo de 2005, y estuvo presidida por el Almirante Jefe del Estado Mayor de la Armada, Sebastián Zaragoza, que fue comandante de esta fragata. En 31 años de servicio navegó un total de 622 000 millas náuticas.
Tras su baja, hubo intentos de crear un parque temático en Calviá para buceadores, en el que la fragata sería parte fundamental como arrecife artificial, pero finalmente el Ministerio de Defensa se negó a cederla.

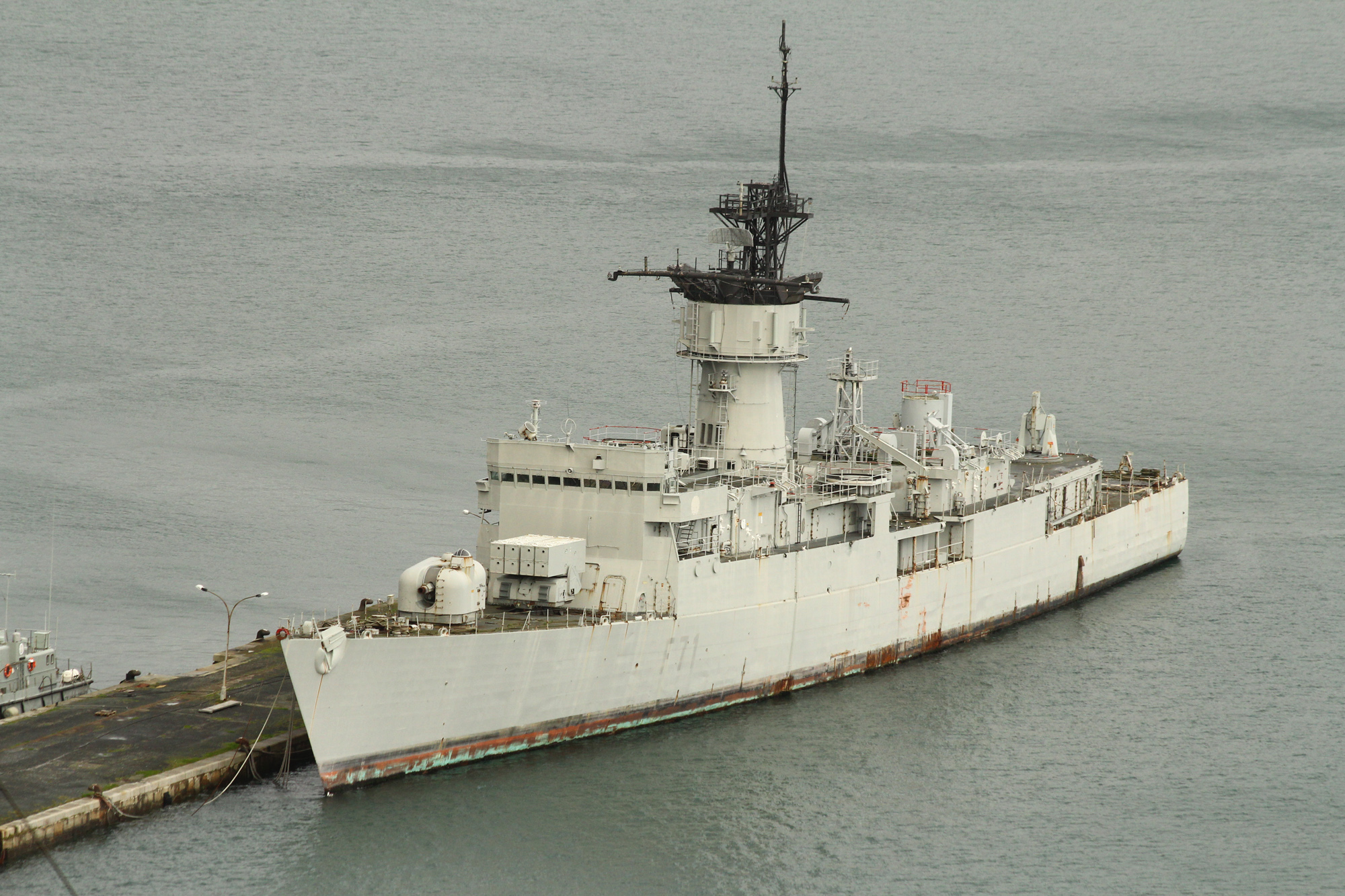
La Baleares en espera de destino en 2013. El Ayuntamiento de Calviá (Mallorca) propuso hacer con él un parque temático para buceadores hundiendo el barco. El Ministerio de Defensa rechazó ceder el barco.

El 4 de julio de 2013, se anunció la salida a la venta en subasta del buque para desguace por un precio inicial de 350 075 euros, la cual fue adjudicada en agosto de 2014 a la empresa canaria Actuaciones Navales Las Palmas, que decidió desguazar el buque en el astillero MetalShips & Docks de Vigo.

### Buques de la clase
- Andalucía
- Cataluña
- Asturias
- Extremadura

### Buques similares
- Clase Knox